# Антифа
Антифа́ (сокр. от антифашизм) — общее название для движений, организаций и отдельных лиц, ставящих своей целью борьбу с фашизмом. Объединяет левые и леворадикальные партии и организации, различные автономные группы, а также общественные организации, борющиеся с неонацизмом и расизмом.

## История
Термин «антифашистское движение» впервые появился в Италии, где использовался преимущественно для обозначения организации «Народные смельчаки» близкие к ИКП и ИСП, которая была создана для противодействия сквадрам НФП. 

### Германия и Австрия
В Веймарский период в Германии существовали близкая к СДПГ организация «Рейхсбаннер» и близкий к КПГ и прокоммунистическому крылу СДПГ Союз красных фронтовиков, нишу которого с 1929 года заняла Лига антифашистской борьбы, а в Австрии в период первой республики существовала близкая к СДРПА организация «Шуцбунд». После фашистских переворотов в обеих странах обе организации были распущены. В период Боннской республики Рейхсбаннер был восстановлен, но активности не проявлял.

## Движение в современном виде

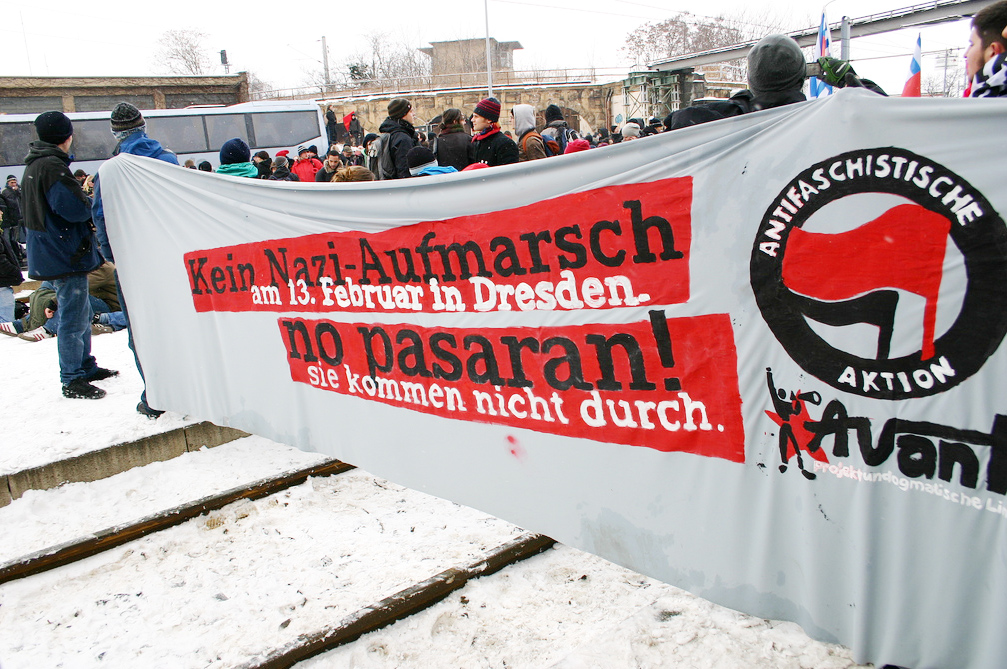
Антифашисты блокируют марш неонацистов в Дрездене, в рамках акции «Dresden — Nazifrei»

В связи с возрождением нацистских, фашистских и радикальных националистических идеологий в период после Второй мировой войны, в качестве противодействия им, вновь формируется антифашистское движение. Представители современного антифашистского движения, имеющие левые политические взгляды, считают себя продолжателями традиций движения «Антифашистское действие» (нем. Antifaschistische Aktion), боровшегося против фашизма в период до Второй мировой войны.
Термин «антифа» является сокращением от «Антифашистское действие» (нем. Antifaschistische Aktion), он был растиражирован журналистами c 1980-х годов и является своеобразным мемом, с помощью которого они обозначают современных антифашистов.
В настоящее время термин «антифа» описывает личности или группы, борющиеся против того, что они считают фашистскими тенденциями. Разные группы относят сюда национализм, расизм, неонацизм, антисемитизм, ксенофобию, гомофобию и всё что можно отнести к дискриминации.
Движение не однородно — конечные цели могут быть разные в зависимости от группы или личности. Некоторые группы или организации проводят уличные акции (митинги, шествия и пикеты), конференции, форумы, кинопоказы, дискуссии и граффити-акции. Другие могут прибегать к незаконным методам борьбы, включающим в себя срыв и блокирование, в том числе и насильственными методами, мероприятий ультраправых организаций, уничтожение их символики, атрибутики, избиение активистов и др.